# Cornifrons
Cornifrons là một chi bướm đêm thuộc họ Crambidae.